# Meandrinidae
Meandrinidae  (лат.) — семейство стрекающих (Cnidaria).

## Общие сведения
Meandrinidae являются одним из семейств Мадрепоровых кораллов (Scleractinia). В него входят обитающие в Карибском море пять родов, включающие в себя 12 видов. Также в это семейство включены два рода этих животных, живущие в тропической части Тихого океана. Все ныне существующие (рецентные) представители семейства Meandrinidae находятся в симбиозе с представителями Зооксантелла (протисты), от которых и получают наибольшую часть своей пищи.
К этому семейству также относятся следующие вымершие роды мандрепоровых кораллов: Aulosmilia, Diploctenium, Flabellosmilia, Glenarea, Nefophyllia, Pachygyra, Phragmosmilia, Phyllosmilia и  Strotogyra.

## Роды
- обитающие в Карибском море:
  - Dendrogyra Ehrenberg, 1834
  - Dichocoenia Milne-Edwards & Haime, 1848
  - Eusmilia Milne-Edwards & Haime, 1848
  - Goreaugyra Wells, 1973
  - Meandrina Lamarck, 1801
- обитающие в Тихом океане:
  - Gyrosmilia Milne-Edwards & Haime, 1851
  - Montigyra Matthai, 1928

## Дополнения
- Classification of Scleractinian (Stony) Corals Family Meandrinidae
- В области палеобиологии: Meandrininae.